# (5702) Morando
(5702) Morando es un asteroide que forma parte del cinturón de asteroides y fue descubierto por Maximilian Franz Wolf el 16 de marzo de 1931 desde el Observatorio de Heidelberg-Königstuhl, Alemania.

## Designación y nombre
Morando se designó al principio como 1931 FC.
Posteriormente, en 1994, fue nombrado en honor del astrónomo francés Bruno Morando (1931-1995).

## Características orbitales
Morando orbita a una distancia media del Sol de 2,261 ua, pudiendo acercarse hasta 1,976 ua y alejarse hasta 2,546 ua. Su excentricidad es 0,1262 y la inclinación orbital 5,327 grados. Emplea 1242 días en completar una órbita alrededor del Sol. El movimiento de Morando sobre el fondo estelar es de 0,2899 grados por día.

## Características físicas
La magnitud absoluta de Morando es 13,7 y el periodo de rotación de 9,5 horas.